# 慶雲寺 (肇慶市)
慶雲寺（けいうんじ）は、中華人民共和国広東省肇慶市鼎湖区鼎湖山にある仏教寺院。

## 歴史
明の崇禎6年（1633年）に肇慶府に釈在犄が建立したのが始まりで、創建当初は蓮花庵と称していた。崇禎8年（1635年）、寺の僧が釈棲壑を招いて住職を務めた。釈棲壑は寺院を拡張した。
南明の永暦3年（1649年）、永暦帝は母と慶雲寺に参拝した。永暦24年（1670年）、尚可喜の子の尚之孝は鐘楼・鼓楼・食堂を建立する。
咸豊9年（1860年）、太平天国の乱の火難で、寺は全焼した。光緒18年（1893年）、西太后により「万寿慶雲寺」の名を賜った。
1916年に火災に遭い焼失。1923年、孫文が寺院に来て参拝した。
1983年、中華人民共和国国務院は仏寺を漢族地区仏教全国重点寺院に認定した。

## 伽藍
韋陀殿、知客堂、雲房、客堂、鼓楼、斎堂、鐘楼、大雄宝殿、祖師殿、伽藍殿、毗盧殿、蔵経楼、七仏楼、睡仏楼、仏母楼、塔殿